# Gmina Ale
Gmina Ale (szw. Ale kommun) – gmina w Szwecji, w regionie Västra Götaland, z siedzibą w Nödinge-Nol.
Pod względem zaludnienia Ale jest 92. gminą w Szwecji. Zamieszkuje ją 26 288 osób, z czego 49,3% to kobiety (12 960) i 50,7% to mężczyźni (13 328). W gminie zameldowanych jest 1310 cudzoziemców. Na każdy kilometr kwadratowy przypada 82,6 mieszkańca. Pod względem wielkości gmina zajmuje 225. miejsce.